# Сукылтэчор (приток Оккыльчора)
Сукылтэчор (устар. Сугульда-Чор) — река в России, протекает по территории Ямало-Ненецкого автономного округа. Устье реки находится в 7 км по левому берегу реки Оккыльчор. Длина реки составляет 45 км. В 16 км от устья по правому берегу впадает река Тюмыльшюнчилькикэ.

## Данные водного реестра
По данным государственного водного реестра России относится к Нижнеобскому бассейновому округу, водохозяйственный участок реки — Таз. Речной бассейн реки — Таз.
Код объекта в государственном водном реестре — 15050000112115300065000.